# Пухов, Виктор Александрович
Виктор Александрович Пухов (1926—1990) — советский учёный, доктор технических наук, лауреат Ленинской премии.

## Биография

Памятник В. А. Пухову в городе Пересвет

Родился 22 апреля 1926 года в Костроме в семье служащих. Во время войны одновременно с учёбой в средней школе работал трактористом и плотником на фанерном заводе.
Окончил МАИ (1944—1950). С 1950 по 1975 год работал в Филиале № 2 НИИ-88 (НИИХИММАШ), с 1951 начальник группы, с 1953 г. начальник испытательного подразделения — объекты № 1 (ИС-101), № 3 и № 4 (ИС-104), с 1955 начальник строящегося объекта № 5 (ИС-105), с июня 1958 года главный инженер НИИ-229 (НИИХИММАШ, ныне НИЦ РКП) по испытаниям, с 1963 по 1975 г. директор НИИХИММАШа.
Работая на объектах № 1, № 3, № 4, принимал участие в отработке баллистических ракет Р-2 и Р-11, зенитных и крылатых ракет. Впоследствии выполнял работы по обеспечению запуска первого искусственного спутника Земли 4 октября 1957 года и запуска первого космонавта 12 апреля 1961 года.
Участвовал в создании и развитии новых направлений в деятельности НИИ:
- создание комплекса водородно-кислородных стендов КВКС-106;
- создание тепловакуумной отработки космических аппаратов, что в итоге привело к организации в НИИХИММАШ комплекса 6 и его основных испытательных подразделений ИС-618, НИЛ-640, ИС-650, ЭО-648 и других;
- организация работ с ракетным топливом «Люминал-А» (новое металлизированное гелеобразное вещество, освоение которого могло изменить тактико-технические данные отечественных БРПЛ).

Похоронен Пухов В. А. на кладбище г. Краснозаводске Сергиево-Посадского городского округа.

## Награды и звания
- Ленинская премия (1965);
- Орден Ленина (1961);
- Орден Октябрьской революции (1971);
- Орден Трудового Красного Знамени (1957);
- Орден «Знак Почёта» (1959).

## Личная жизнь
- Жена — Пухова (Терентьева) Светлана Алексеевна (род. 1937, до сих пор проживает в г. Пересвет);
- Племянница — Чадова Ирина Алексеевна (род. 1965)

Своих детей у Виктора Александровича не было — с ним произошёл несчастный случай на производстве, его окатило токсичным топливом. Виктор Александрович долго восстанавливался, ему пришлось пройти множественные операции по пересадке кожного покрова в НИИ СП им. Н. В. Склифосовского ДЗМ. После этой травмы детей у учёного быть не могло, но как к дочери он относился к племяннице Ире.

## Память
Имя В. А. Пухова с 1991 года носит центральная площадь города Пересвет Сергиево-Посадского района Московской области. В 2020 году на площади установлен памятник В. А. Пухову.